# Cotesia marquesi
Cotesia marquesi är en stekelart som först beskrevs av Brethes 1924.  Cotesia marquesi ingår i släktet Cotesia och familjen bracksteklar. Inga underarter finns listade i Catalogue of Life.